# Prealpi delle Baronnies
Le Prealpi delle Baronnies sono un gruppo montuoso francese delle Prealpi del Delfinato.
Si trovano nel dipartimento della Drôme. Prendono il nome dalle Baronnies, antica provincia del Delfinato.

## Classificazione
La SOIUSA vede le Prealpi delle Baronnies come una sottosezione alpina e vi attribuisce la seguente classificazione:
- Grande parte = Alpi Occidentali
- Grande settore = Alpi Sud-occidentali
- Sezione = Prealpi del Delfinato
- Sottosezione = Prealpi delle Baronnies
- Codice = I/A-6.V

## Delimitazioni
Confinano:
- a nord con le Prealpi del Diois (nella stessa sezione alpina) e separate dal Colle della Flachière;
- ad est con le Prealpi occidentali di Gap (nella stessa sezione alpina) e separate dal fiume Buëch;
- a sud con le Prealpi di Vaucluse (nelle Alpi e Prealpi di Provenza) e separate dal Colle di Macuègne;
- ad ovest si stemperano nella piana del Rodano.

Ruotando in senso orario i limiti geografici sono: Colle della Flachière, torrente Blaisance, fiume Buëch, torrente Méouge, Colle di Macuègne, torrente Toulourenc, piana del Rodano, fiume Eygues, Colle della Flachière.

## Suddivisione
Si suddividono in due supergruppi, quattro gruppi e sei sottogruppi:
- Catena Arsuc-Clavelière-Vanige (A)
  - Gruppo Suillet-Arsuc (A.1)
    - Cresta Suillet-Fayée-Rascuègne (A.1.a)
    - Cresta Arsuc-Clavelière (A.1.b)

  - Gruppo Vanige-Casset (A.2)
    - Gresta Vanige-Linceuil-Baume Noire (A.2.a)
    - Cresta Grimagne-Casset-Buisseron (A.2.b)
- Catena Chabre-Chamouse-Banne (B)
  - Gruppo Chamouse-Chabre (B.3)
    - Cresta Chamouse-Buc (B.3.a)
    - Cresta Chabre-Espranons (B.3.b)

  - Gruppo Banne-Bluye (B.4)

## Montagne
- Montagne de Chamouse - 1.532 m
- Montagne de l'Arsuc - 1.461 m
- Montagne de Chabre - 1.393 m
- Vanige - 1.391 m
- Montagne de la Clavelière - 1.359 m